# Terremoto de Bam de 2003
El terremoto de Bam de 2003 fue un terremoto que afectó al sureste de Irán durante la madrugada del viernes 26 de diciembre de 2003 destruyendo el 70% de las estructuras de la histórica ciudad de Bam.
Alcanzó una intensidad de X en la escala de Mercalli 
(7 Shindo)

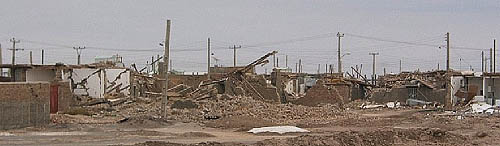
Bam después del terremoto.

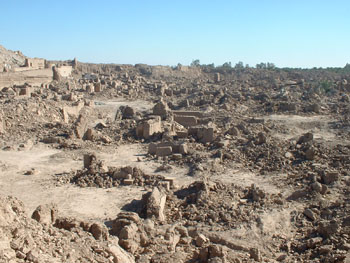
La ciudad de Bam tras el sismo.

En este terremoto, de magnitud 6.3  en la escala de Richter, entre 45.000 personas perdieron la vida (30%-45% de la población de Bam), 50.000 resultaron heridas (50% de la población de Bam) y 80.000 quedaron sin hogar (80% de la población de Bam) lo que lo convierte en el peor terremoto de ese país desde 1990 cuando un seísmo aniquiló a 700 aldeas y mató a decenas de miles de personas. La pobre construcción de la zona fue la responsable de la mayoría de las víctimas.